# Volejbalový klub Prostějov
O Volejbalový klub Prostějov é um clube de voleibol feminino fundado em 2007 cuja sede é em Prostějov

## História
Fundado em 2007, com as cores azul, rosa e preto, por quatro ocasiões avançou a primeira rodada da Liga dos Campeões da Europa nos anos de 2010, 2011, 2012 e 2015, depois para as quartas de final da Copa CEV em 2014, venceu a Liga MEVZA (Europa Central) de 2011, com dez títulos nacionais nos anos de 2009, 2010, 2011, 2012, 2013, 2014, 2015, 2016, 2017, 2018, mesmo número de conquista da Copa da República Tcheca nos anos de 2008, 2009, 2010, 2011, 2012, 2013, 2014, 2015, 2016, 2018, e tetracampeão da Copa da extinta Checoslováquia consecutivo nos anos de 2009, 2010, 2011, 2012.Possui o Sportcentrum DDM Prostějov com capacidade para 2 200 expectadores.

### Títulos conquistados
Campeonato Checo
- Campeão:2008-09,2009-10, 2010-11,2011-12, 2012-13,2013-14,2014-15,2015-16,2016-17,2017-18[2]

 Copa da República Checa
- Campeão: 2008-09,2009-10, 2010-11,2011-12, 2012-13,2013-14,2014-15,2015-16,2016-17,2017-18[2]

 Copa da Checoslováquia
- Campeão:2008-09, 2009-10,2010-11,2011-12[2]

  Supercopa Checa

 Liga MEVZA (Europa Central)
- Campeão:2010-11[2]

 Liga dos Campeões da Europa
 Copa CEV
 Challenge Cup
 Mundial de Clubes